# Іллімка (річка)
Іллімка, Іллінка (інші назви: Піщанець, Піщаха, Плещага) — річка в Україні, у Коростенському районі Житомирської області. Ліва притока Норину (басейн Прип'яті).

## Назва
На думку мовознавця Ольги Карпенко назва поселення «Іллімка» вплинула на модифікацію назви річки (правильне йменування якої первісно було «Іллінка»), і зумовила у ній зміну приголосного н → м.

## Опис
Починається від ярів південного схилу Словечансько-Овруцького кряжу і сягає у довжину близько 7 км. Протікає по системі розложистих балок з пологими схилами повз населені пункти Нові Велідники, Сорокопень та Іллімка Овруцького району Житомирської області.
У межах села Нові Велідники ширина русла річки становить 2 м, глибина — до 1 м, на річці споруджено греблю. Русло помірно звивисте, на деяких ділянках має пороги, заплава на деяких ділянках заболочена.

## Рослинність
У складі макрофлори р. Іллімка виявлено 32 види рослин, які належать до 28 родів, 19 родин, 3 класів та 2 відділів та різних життєвих форм. Так, у прибережній зоні виявлені густі зарості геофітів з домінуванням очерету звичайного, рогозу вузьколистого та широколистого та комишу лісового. Серед інших представників цієї групи трапляються їжача голівка пряма, хвощ річковий, куга озерна, лепеха звичайна, рдесник плаваючий та блискучий.
Із гемікриптофітів у річці виявлені частуха подорожникова, осока гостра,незабудка болотна, елодея канадська, дудник лісовий, шоломниця списолиста, вовконіг європейський, вероніка джерельна, ситняг болотний, мітлиця собача, лепешняк великий, лепешняк плаваючий, очеретянка звичайна, підмаренник прибережний та болотний.
До гупи криптофітів належать: вех широколистий, ряска мала, кушир занурений, живокіст лікарський, пухирник звичайний
Терофіти представлені такими видами рослин: череда поникла, жабурник звичайний, жовтець отруйний.